# Hieronymus Löschenkohl (Kaufmann)
Hieronymus Löschenkohl (* 1692 in Wien; † 1755 ebenda) war ein Regensburger Großkaufmann und Bankier.

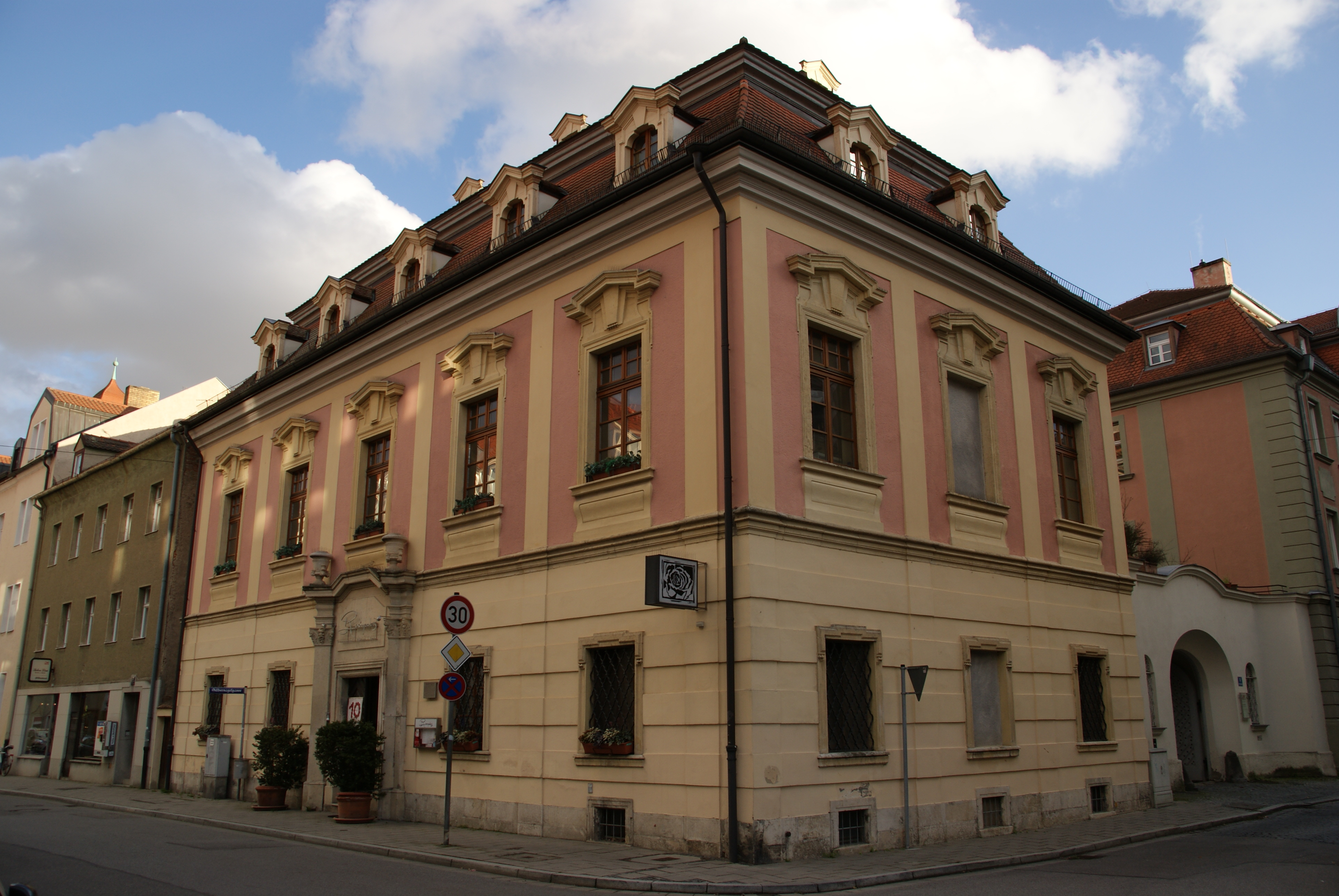
Gartenpalais Löschenkohl

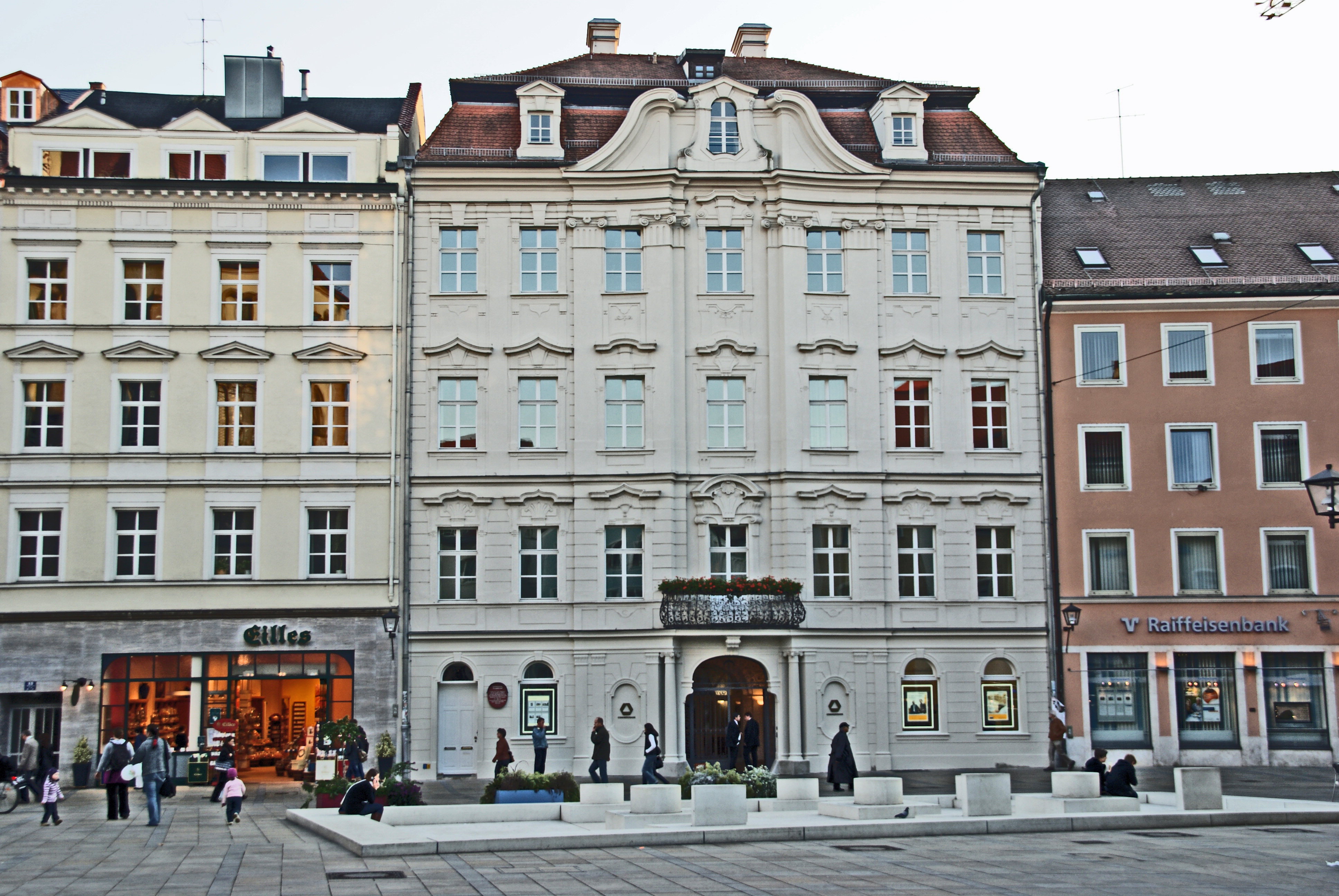
Palais Löschenkohl

Der in der Wiener Niederlassung der Familie geborene Sohn aus wohlhabender, protestantischer Regensburger Kaufmannsfamilie mit oberösterreichischen Wurzeln heiratete Catharina Johanna Metzger aus Regensburg, Enkelin und Erbin eines ehemaligen Bürgermeisters und Bankiers der Freien Reichsstadt. Löschenkohl gab auch Darlehen an Fürstenhöfe.
Wenn Herrscher nicht zahlen konnten, entschädigten sie ihre Gläubiger häufig in Naturalien. So erhielt Löschenkohl vom bayrischen Kurfürsten, dem er 30.000 Gulden geliehen hatte, Salz, das Löschenkohl mit Gewinn weiterverkaufte. Löschenkohl importierte Leder aus Russland, Stockfisch und Heringe von der Nord- und Ostsee und handelte auch mit Eisen- und Stahlwaren.
Auf dem Höhepunkt seines Erfolges beauftragte Löschenkohl den Linzer Stadtbaumeister Johann Michael Prunner mit der Errichtung zweier Palais: eines Sommerschlösschens am Stadtrand, dem Gartenpalais Löschenkohl, und eines Stadtpalais am Neupfarrplatz.
1731 bis 1733 wurde das vierstöckige Palais Löschenkohl am Neupfarrplatz errichtet. Es beinhaltete Kontore, Lager und Büros, Wohn- und Audienzräume und sogar einen Ballsaal. 1743 musste Hieronymus Löschenkohl allerdings Konkurs anmelden.
Nach bewegtem Insolvenzverfahren kehrte das Palais Löschenkohl 1751 wieder in den Besitz der Familie zurück, allerdings nur mehr als Einnahmequelle durch Vermietung an die kursächsische Delegation am Immerwährenden Reichstag.
Löschenkohl selbst verbrachte seinen Lebensabend in Wien, wo er 1755 verstarb. Der aus Elberfeld stammende Künstler und Wiener Druckunternehmer Hieronymus Löschenkohl ist mit dem Regensburger Großkaufmann nicht näher verwandt.